# 왕보 (촉한)
왕보(王甫, ? ~ 222년)는 중국 삼국시대 촉한의 신하이며, 자는 국산(國山)이며, 익주(益州) 광한군(廣漢郡) 처현(郪縣) 사람이다.

## 생애
원래 유장(劉璋)의 부하였다. 유비(劉備)가 익주를 차지한 후 면죽현령(綿竹縣令)이 되었으며, 나중에 형주에서 의조종사(議曹從事)로 일했다. 손권에 의해 관우가 처형당한후 패잔병신세로 형주를떠돌다가 221년 형주 정벌군에 참전했으나 이듬해 6월(윤달) 이릉 대전에서 촉군이 육손(陸遜)에게 대패할 때 자귀에서의 패배로 전사했다

## 《삼국지연의》에서의 왕보
삼국지연의에서는 수군사마(随軍司馬)의 직책에 있으면서 관우(關羽)를 보좌하는 인물로 등장한다. 관우가 양양을 점령하고 번성을 공격할 준비를 할 때, 형주의 수비를 우려하여 봉화대를 설치하게 하고 반준(潘濬) 대신 조루(趙累)에게 형주 수비군을 돕게 했다. 그러나 관우는 봉화대를 설치하자는 제안만 받아들였다.
나중에 여몽(呂蒙)이 형주를 공격할 때 반준 등이 항복하자, 관우는 왕보의 말을 듣지 않은 것을 후회했다. 위군과 오군에게 쫓겨 맥성(麥城)에서 버티던 관우가 북문의 포위를 뚫고 익주로 가려 하자 왕보는 오군의 매복을 경계했다. 그러나 관우는 매복을 두려워하지 않고 왕보와 주창(周倉)을 맥성에 남긴 다음 익주로 가다가 붙잡혀 죽었다.
손권(孫權)은 관우와 관평(關平)의 목을 맥성 앞에 내걸었다. 이를 본 왕보는 낙담하여 성벽 아래로 떨어져 자결했다.

## 같이 보기
- 삼국지 인물 목록